# Cinnamomum dictyoneuron
Cinnamomum dictyoneuron är en lagerväxtart som beskrevs av André Joseph Guillaume Henri Kostermans. Cinnamomum dictyoneuron ingår i släktet Cinnamomum och familjen lagerväxter. Inga underarter finns listade i Catalogue of Life.